# Stephen Mirrione
Stephen Mirrione, né le 17 février 1969 dans le comté de Santa Clara, est un monteur américain.

## Biographie
Stephen Mirrione fait ses études à l'université de Californie à Santa Cruz et obtient son diplôme en 1991. Il commence à collaborer avec Doug Liman, assurant le montage de ses trois premiers films. Il rencontre ensuite Steven Soderbergh, avec qui il travaille sur plusieurs films, obtenant l'Oscar du meilleur montage pour Traffic en 2001. Les autres réalisateurs avec qui il collabore régulièrement sont George Clooney et Alejandro González Iñárritu. Il remporte le prix Vulcain de l'artiste technicien du Festival de Cannes 2006 pour son travail sur Babel, film pour lequel il est également nommé à l'Oscar du meilleur montage. Il est membre de l'American Cinema Editors. 

## Filmographie
- 1994 : Getting In  de Doug Liman
- 1995 : Monster Mash de Joel Cohen et Alec Sokolow
- 1996 : Swingers de Doug Liman
- 1997 : Clockwatchers de Jill Sprecher
- 1999 : Go de Doug Liman
- 2000 : Traffic de Steven Soderbergh
- 2001 : Thirteen Conversations About One Thing
- 2001 : Ocean's Eleven de Steven Soderbergh
- 2002 : Confessions d'un homme dangereux de George Clooney
- 2003 : 21 Grammes d'Alejandro González Iñárritu
- 2004 : Ocean's Twelve de Steven Soderbergh
- 2004 : Criminal de Gregory Jacobs
- 2005 : Good Night and Good Luck de George Clooney
- 2006 : Babel d'Alejandro González Iñárritu
- 2007 : Ocean's Thirteen de Steven Soderbergh
- 2008 : Jeux de dupes de George Clooney
- 2009 : The Informant! de Steven Soderbergh
- 2010 : Biutiful d'Alejandro González Iñárritu
- 2011 : Les Marches du pouvoir de George Clooney
- 2011 : Contagion de Steven Soderbergh
- 2012 : Hunger Games de Gary Ross
- 2013 : Un été à Osage County, de John Wells
- 2014 : Monuments Men (The Monuments Men) de George Clooney
- 2014 : Birdman d'Alejandro González Iñárritu
- 2015 : The Revenant de Alejandro González Iñárritu
- 2017 : Bienvenue à Suburbicon (Suburbicon) de George Clooney
- 2020 : Minuit dans l'univers (The Midnight Sky) de George Clooney
- 2022 : Spiderhead de Joseph Kosinski

## Récompenses
- Online Film Critics Society Awards 2014 : meilleur montage pour Birdman
- Washington D.C. Area Film Critics Association Awards 2014 : meilleur montage pour Birdman
- Phoenix Film Critics Society Awards 2014 : meilleur montage pour Birdman